# Cerkiew św. Mikołaja Sofijskiego w Sofii
Cerkiew św. Mikołaja Sofijskiego (bułg. Свети Николай Софийски) – prawosławna parafialna cerkiew w Sofii, w centralnej części miasta, w jurysdykcji metropolii sofijskiej Bułgarskiego Kościoła Prawosławnego.

## Historia
Cerkiew została wzniesiona w 1900 r. według projektu Antona Torniowa. Znajdowała się w dzielnicy Juczbunar, na miejscu, gdzie według tradycji z rąk Turków zginął jej patron św. Mikołaj Sofijski. Poświęcenia budynku dokonał 3 grudnia 1900 r. metropolita sofijski Parteniusz w asyście innych duchownych metropolii sofijskiej.
Budynek reprezentuje styl neobizantyjski i charakteryzuje się bogactwem dekoracji zewnętrznej, której częścią są m.in. wielobarwne fryzy. Ażurowy ikonostas we wnętrzu cerkwi jest dziełem braci Łazara i Nestora Aleksiewów, artystów ze szkoły debarskiej. Cerkiew jest drugą co do wielkości świątynią prawosławną w Sofii (po soborze św. Aleksandra Newskiego). 
W niewielkiej odległości od cerkwi znajdują się pomniki: ochotników, poległych w 1913 r. podczas oblężenia Adrianopola oraz popiersie egzarchy bułgarskiego Antyma.